# Callechelys muraena
Callechelys muraena är en fiskart som beskrevs av Jordan och Evermann, 1887. Callechelys muraena ingår i släktet Callechelys och familjen Ophichthidae. Inga underarter finns listade.